# Shaun Suisham
Shaun Christopher Suisham (født 29. december 1981 i Wallaceburg, Ontario, Canada) er en amerikansk footballspiller, der spiller i NFL som place kicker for Washington Redskins. Suisham kom ind i ligaen i 2005 og spillede, inden han i 2006 kom til Washington, sine første to sæsoner hos Dallas Cowboys.